# Vuelo 108 de Nürnberger Flugdienst
El vuelo 108 de Nürnberger Flugdienst fue un vuelo regular regional que se estrelló cerca de Essen, Alemania, el 8 de febrero de 1988 con la pérdida de sus 21 ocupantes. El vuelo fue operado por el Swearingen SA.227BC Metroliner III D-CABB de 6 años para Nürnberger Flugdienst, desde el aeropuerto de Hanóver al aeropuerto de Düsseldorf.

## Accidente
El vuelo 108 despegó del aeropuerto de Hanóver a las 7:15AM y se encontraba en aproximación a la pista 24 del aeropuerto de Düsseldorf  a las 7:50AM, en medio de una tormenta. A las 7:56AM el vuelo 108 desapareció del radar y dos minutos después restos del Metro III impactaban cerca de Kettwig junto al río Ruhr, matando a las 21 personas que viajaban a bordo.

## Investigación
La investigación mostró que el avión había sido alcanzado por un rayo durante la aproximación al aeropuerto de Düsseldorf, que puso fuera de servicio el sistema eléctrico y los instrumentos de vuelo. Los pilotos perdieron la orientación y el Metro III se partió en vuelo.